# My Beautiful Laundrette - Lavanderia a gettone
My Beautiful Laundrette - Lavanderia a gettone (My Beautiful Laundrette) è un film del 1985 diretto da Stephen Frears.
Tratta da una sceneggiatura di Hanif Kureishi, la storia è giocata tra la commedia ed il drammatico ed è ambientata a Londra durante il governo di Margaret Thatcher. Vengono raccontate le complesse e a volte comiche relazioni tra la comunità bianca e quella indiana, toccando molti temi quali l'omosessualità, il razzismo e la politica economica inglese dell'epoca.

## Trama
Omar Ali è un giovane che vive nel sud di Londra durante la metà degli anni '80. Suo padre, Hussein, un tempo famoso giornalista di sinistra in Pakistan, vive a Londra ma odia la società britannica e la sua politica internazionale. La sua insoddisfazione per il mondo e una tragedia familiare lo hanno portato a sprofondare nell'alcolismo, al punto che Omar è costretto a prendersi cura di lui. Invece lo zio paterno di Omar, Nasser, è un imprenditore di successo e un membro attivo della comunità pakistana. Hussein chiede a Nasser di dare un lavoro a Omar, e dopo aver lavorato per un breve periodo come lavatore di auto in uno dei garage di suo zio, gli viene affidato il compito di gestire una lavanderia a gettoni fatiscente e trasformarla in un'attività redditizia.
Lavorando presso Nasser Omar incontra alcuni altri membri della comunità: Tania, la figlia di Nasser e una possibile futura sposa per Omar; e Salim, che traffica droghe e lo assume per consegnarle all'aeroporto. Quella notte, mentre Omar sta riaccompagnando a casa in macchina Salim e sua moglie, i tre vengono attaccati da un gruppo di delinquenti di strada di estrema destra. Il loro leader si svela essere Johnny, amico d'infanzia di Omar. Omar cerca di ristabilire la loro passata amicizia, offrendo a Johnny un lavoro e l'opportunità di avere una vita migliore lavorando con lui per sistemare la lavanderia. Johnny decide di accettare e i due riprendono una relazione romantica che (è implicito) era stata interrotta dopo la scuola. A corto di soldi, Omar e Johnny vendono una delle consegne di droga di Salim per guadagnare denaro per la ristrutturazione della lavanderia.
Il giorno dell'inaugurazione della lavanderia Omar si confronta con Johnny sul suo passato fascista. Johnny, sentendosi in colpa, gli dice che sebbene non possa rimediare ora è con lui. Nasser fa visita alla lavanderia con la sua amante, Rachel. Mentre ballano insieme nella lavanderia a gettoni Omar e Johnny fanno l'amore nella stanza sul retro, sfuggendo per un pelo dall’essere scoperti. All'inaugurazione della lavanderia Tania si confronta con Rachel sull’aver avuto una relazione con suo padre, e Rachel, dopo aver accusato Nasser di aver invitato Tania apposta per farla insultare, se ne va nonostante le sue proteste. Più tardi quella notte un Omar ubriaco chiede a Tania di sposarlo, e lei accetta a condizione che lui raccolga dei soldi per scappare. Poco dopo Salim rivela a Omar che ha scoperto il furto suo e di Johnny e rivuole indietro i suoi soldi. Il padre di Omar passa alla lavanderia a tarda notte e chiede a Johnny di convincere Omar ad andare al college perché non è soddisfatto del ruolo di suo figlio.
Offrendo a Salim la possibilità di investire nelle sue attività come uno "sbocco pulito" tanto necessario per i suoi soldi, Omar decide di rilevare due lavanderie a gettoni di proprietà di un amico di Nasser. Salim guida Johnny e Omar a vedere una delle proprietà, ed esprime la sua antipatia per i delinquenti britannici disoccupati della banda di Johnny. Tenta di investirli e ne ferisce uno. Nel frattempo, Rachel si ammala di un'eruzione cutanea apparentemente causata da una maledizione rituale della moglie di Nasser e decide che è meglio che lei e Nasser si separino. Il giorno successivo Tania passa dalla lavanderia e dice a Johnny che se ne sta andando, chiedendogli di venire. Lui rifiuta, rivelando implicitamente la verità su se stesso e su Omar, e lei se ne va senza dire una parola. Dopo che Salim è entrato nella lavanderia a gettoni i delinquenti, che erano rimasti in agguato, distruggono la sua macchina; quando lui esce per fermarli gli viene tesa un'imboscata e viene attaccato brutalmente. Johnny decide di difenderlo, nonostante la loro reciproca antipatia, e così i delinquenti rivolgono la loro attenzione a lui. Poiché si rifiuta di reagire lo picchiano selvaggiamente, finché Omar non ritorna e interviene, proteggendo Johnny mentre i delinquenti rompono la vetrina della lavanderia e fuggono.
Nasser fa visita a Hussein e i due discutono dei rispettivi fallimenti, concordando tra loro che ora conta solo il futuro di Omar. Nasser vede Tania al binario del treno mentre sta scappando e la chiama gridando, ma lei scompare. Nel frattempo, alla lavanderia a gettoni, Omar si prende cura di Johnny e i due legano. Il film si conclude con una scena di loro a torso nudo che si spruzzano giocosamente l'un l'altro con l'acqua di un lavandino.

## Riconoscimenti
- National Board of Review Awards 1986
  - Miglior attore non protagonista (Daniel Day-Lewis)

Nel 1999 il British Film Institute l'ha inserito al 50º posto della lista dei migliori cento film britannici del XX secolo.